# Йохан Готлиб Фихте
Фихте пренасочва насам.  За сина на Йохан Готлиб Фихте вижте Имануел Херман Фихте.
Йохан Готлиб Фихте (на немски: Johann Gottlieb Fichte) е германски философ. Заедно с Фридрих Вилхелм Йозеф Шелинг и Георг Вилхелм Фридрих Хегел е един от тримата големи представители на класическия немски идеализъм. Философията му се концентрира около понятията за самосъзнанието, субекта и свободата, както и около въпросите за обосноваването и систематичността във философията. Наред с това, той е припознаван и като един от бащите на немския национализъм.
Йохан Готлиб Фихте е баща на философа Имануел Херман Фихте.

## Биография
Роден е на 19 май 1762 година в Раменау, Саксония, в бедно семейство. Заради изключителните си таланти получава спонсорството на местен благородник и посещава прочутата гимназия Пфорта. През 1780 година посещава университета в Йена като студент по теология.
Във философското си развитие Фихте първоначално е привърженик на спинозизма. Той обаче е дълбоко впечатлен от Кантовите „Критика на чистия разум“ (1781) и „Критика на практическия разум“ (1788) с последователно развитите в тях идеи за систематичността на разума и човешката свобода. Всъщност именно това са темите, които вълнуват Фихте още преди да срещне Кантовата философия и които определят характера на цялостната му мисъл.
Ентусиазиран от Кантовите Критики, Фихте влиза контакт с Имануел Кант и взема решение да продължи неговото дело. Първото му философско съчинение, „Опит за критика на всяко откровение“, е публикувано (по неизвестни причини) анонимно през 1792 г. и толкова се доближава като стил и съдържание до Кантовите съчинения, че много читатели приемат, че това е ново произведение на самия Кант. Разкриването на самоличността на автора донася на Фихте широка известност в общността на учените.
След този епизод Фихте заема категорична позиция по горещо дискутирания тогава в Германия въпрос за Френската революция – в съчинението си „Приноси към поправянето на съжденията на публиката относно Френската революция“ (1793/4 г.). Той пламенно защитава революцията въз основа на убеждението в неотменимата автономност на човешката воля, която следва да бъде реализирана във всяко справедливо управление. Позицията му е приета от много негови съвременници като прекалено радикална и му спечелва репутацията на „якобинец“.
За пръв път Фихте изнася пред публиката по-обща и цялостна формулировка на философията си през 1794 и 1795 г. с двете кратки съчинения „Относно понятието за наукоучение“ и „Основа на цялото наукоучение“. Както сочи думата „наукоучение“ (Wissenschaftslehre), тук той се опитва да изложи най-фундаменталния принцип, който прави възможно всяко теоретично и практическо отношение към света. За Фихте тези работи са само предварителни, като истинска разработка на цялостната система предстои след тях. През следващите години до смъртта си, Фихте прави многобройни преформулировки на своята философия като не успява да достигне до напълно задоволителен за самия себе си вариант. Той също така публикува редица съчинения, разработващи различни области от философията (особено практическата философия, 1796 – 1798 г.) според принципите на наукоучението.
За Фихте собствено философските занимания винаги са били неразривно свързани с активната причастност към важните събития на деня. През 1799 г. той публично се конфронтира с Фридрих Якоби, който го обвинява в атеизъм и нихилизъм. Тази конфронтация остава в немската интелектуална история като т.нар. „спор за атеизма“ (Atheismus-Streit). През 1807/8 г., по време на френската окупация, Фихте изнася в Берлин прословутите си „Речи към германската нация“, дали му името на един от бащите на зараждащия се германски национализъм. Той също така взема дейно участие в разработването на плана за Берлински университет, като след основаването му става първия декан на Философския факултет и първия избран ректор.
По време на освободителните войни срещу Наполеон Фихте е доброволец-санитар, при което се разболява от тиф и умира на 29 януари 1814 г.

## Философски идеи
Критиците на Фихте твърдят, че творбите, в които имитира трудния стил на Кант, са едва разбираеми. От друга страна, самият той признава трудността на своите писания, но твърди, че творбите му са ясни и прозрачни за онези, които са положили усилия да мислят без предубеждения и предразсъдъци.
Фихте не подкрепя аргументите на Кант за съществуването на ноумени, за „нещата в себе си“, за свръхсетивната реалност извън категориите на прякото човешко възприятие. Фихте вижда строгото и систематично разделение на „нещата в себе си“ (ноумени) и нещата „както изглеждат за нас“ (феномени) като покана за скептицизъм. Вместо да покани такъв скептицизъм, Фихте прави радикално предложение, че идеята за света на ноумените трябва да бъде отхвърлена и вместо това да бъде приет фактът, че съзнанието няма фундамент в така наречения „реален свят“. Всъщност, Фихте става известен с това, че е сложил началото на аргумента, че съзнанието не е основано на нещо извън себе си. Светът на феномените, като такъв, произлиза от самосъзнанието; дейността на егото; и морално съзнание.
В теорията на познанието значението на Фихте се състои в провъзгласяването на неделимостта на субекта и обекта един от друг и в посочването, че последователното развитие на критическия идеализъм трябва да доведе до критически солипсизъм. Представители на това направление се открояват от неофихтейското съсловие на философията на Кант (Шуберт-Солдерн). В областта на практическата философия връзката, установена от Фихте между етика и социализъм, е изключително важна: той първи разбира и доказва, че икономическият въпрос е тясно свързан с етическия. Не по-малко интересни са социалните и педагогическите идеи на Фихте: те откриват отзвук в изследването на Паул Наторп.
Метафизиката на Фихте (произведението „Наукоучение“ в оригиналното издание) е повлияна главно от три фактора:
- Влияние на предишни философски системи
- Психологически мотиви
- Обществена нужда от създаването на социална философия

### Влияние на предишни философски системи, основно на Кант и Спиноза
От Спиноза Фихте заема рационалистичния дух на своята система. Ако Спиноза се стреми по-геометрично да изведе цялото съдържание на своята философия от една-единствена концепция (Бог), то и Фихте, в една и съща, строго схоластична (макар и не математическа) форма, се стреми да изведе цялото съдържание на своята система от една-единствена концепция („Аз“). Но, увлечен от логическия монизъм на Спиноза, Фихте се стреми да се раздели с догматичната основа на тази рационалистична система. Завръщането към субстанцията като към някаква отвъдна, трансцендентна същност като тази, присъстваща във философията на Спиноза, му се струва невъзможно след критиката на Кант. В системата на Кант Фихте вижда следните недостатъци:
- Със своята „Критика на чистия разум“ Кант показва по най-очевидния начин, че всяко битие е със сигурност мислимо, съзнателно битие: битието не е мислимо, не е съзнателно, разположено извън пределите на духа – „нещо само по себе си“, е non-sens, „Абсурд“. Междувременно Кант не отхвърля това „нещо само по себе си“, но твърди, че нещата сами по себе си съществуват и засягат нашите чувства. По този начин Кант отново попада в догматизма, срещу който се е борил. Необходима е промяна в неговата система, която се състои в провъзгласяване на абсолютен идеализъм, в признаване на въображаемия смисъл зад понятието „неща в себе си“.

### Национализъм
Между декември 1807 и март 1808 г. Фихте дава поредица от лекции, посветени на „германската нация“ и нейната култура и език, проектирайки вида на националното образование, за което се надява, че ще го вдигне от унижението от поражението му от страна на французите.

## Избрана библиография
Наукоучение
- Ueber den Begriff der Wissenschaftslehre oder der sogenannten Philosophie (1794)
- Grundlage der gesamten Wissenschaftslehre (1794/1795)
- Wissenschaftslehre nova methodo (1796 – 1799: „Halle Nachschrift“, 1796/1797 and „Krause Nachschrift“, 1798/1799)
- Versuch einer neuen Darstellung der Wissenschaftslehre (1797/1798)
- Darstellung der Wissenschaftslehre (1801)
- Die Wissenschaftslehre (1804, 1812, 1813)
- Die Wissenschaftslehre, in ihrem allgemeinen Umrisse dargestellt (1810)

Други проидведения
- Versuch einer Critik aller Offenbarung]] (1792)
- Beitrag zur Berichtigung der Urteile des Publikums über die französische Revolution (1793)
- Einige Vorlesungen über die Bestimmung des Gelehrten (1794)
- Grundlage des Naturrechts (1796)
- Das System der Sittenlehre nach den Principien der Wissenschaftslehre (1798)
- „Ueber den Grund unsers Glaubens an eine göttliche Weltregierung“ (1798)
- „Appellation an das Publikum über die durch Churf. Sächs. Confiscationsrescript ihm beigemessenen atheistischen Aeußerungen. Eine Schrift, die man zu lesen bittet, ehe man sie confsicirt“ (1799)
- Der geschlossene Handelsstaat. Ein philosophischer Entwurf als Anhang zur Rechtslehre und Probe einer künftig zu liefernden Politik (1800)
- Die Bestimmung des Menschen (1800)
- Friedrich Nicolais Leben und sonderbare Meinungen (1801)
- Philosophie der Maurerei. Briefe an Konstant (1802/03)
- Die Grundzüge des gegenwärtigen Zeitalters (1806)
- Die Anweisung zum seligen Leben oder auch die Religionslehre (1806)
- Reden an die deutsche Nation (1807/1808)
- Das System der Rechtslehre (1812)

На български език
- Фихте, Йохан Готлиб. Предназначението на човека. София: ЛИК, 1998.
- Фихте, Йохан Готлиб. Наукоучение (1794/1795). София: Изток-Запад, 2011.

## За него
- Глаголев, С. С. „Религиозная философия Фихте“. – Богословский вестник, 1914, № 12, 759 – 815.
- Кисьов, Тоньо. Въведение в класическата буржоазна философия. 2 изд., София, 1998, 172 – 181.
- Ланге-Айхбаум, Вилхелм, Волфрам Курт. Гении, лудост и слава. Т. 2. Философи и мислители. София: Кибеа, 2001, 146 – 153.
- Яковленко, Борис В. Жизнь и философия Иоганна Готлиба Фихте. СПб., Наука. Пет. отд., 2004.
- Цацов, Димитър. Класическият немски идеализъм. Въведение. Велико Търново: Университеско издателство „Св. св. Кирил и Методий“, 2016, ISBN 978-619-208-070-9